# Northwood (Isola di Wight)
Northwood è un villaggio e parrocchia civile dell'Inghilterra, appartenente alla contea dell'Isola di Wight.